# Calendari lunar

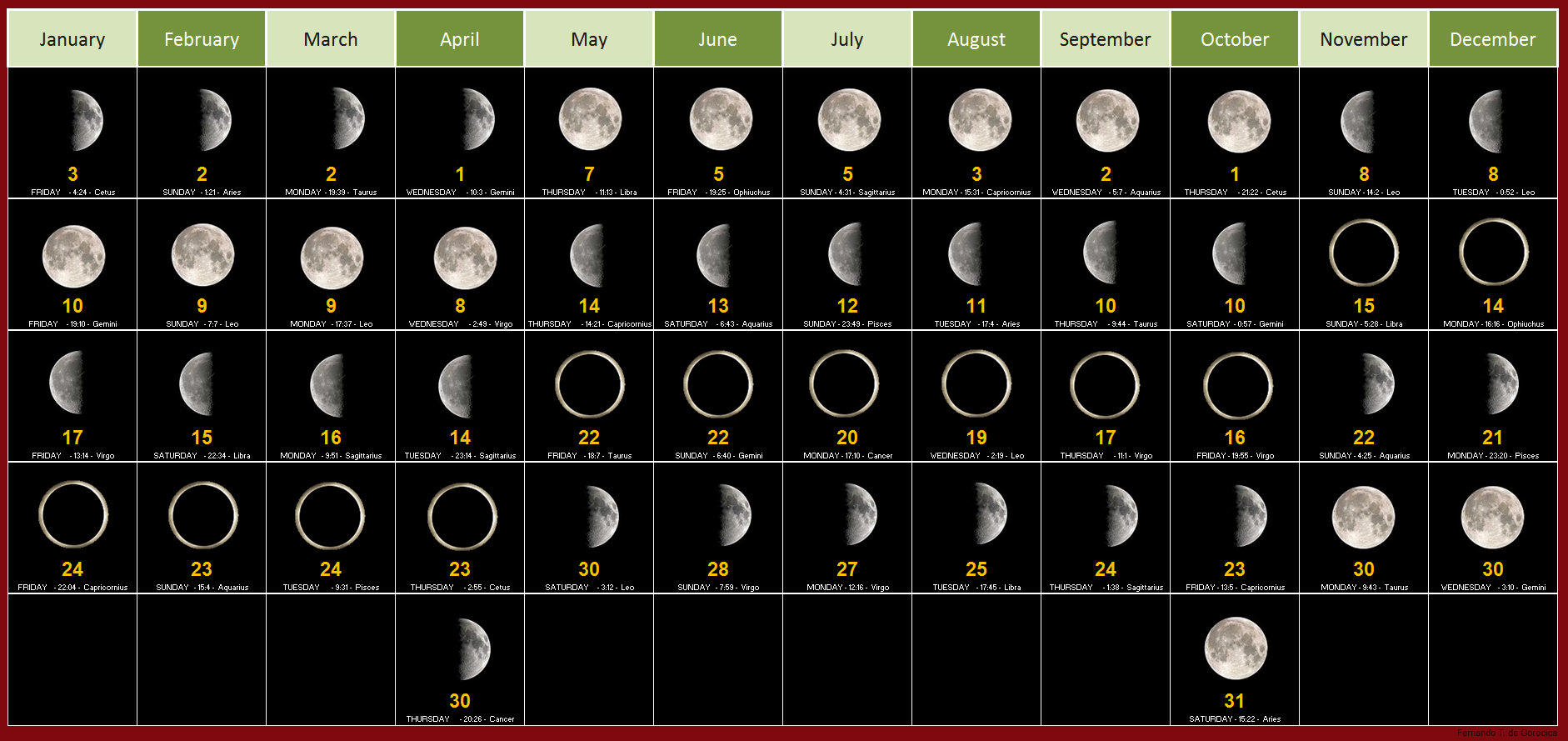
Calendari lunar en anglès per al 2020

Un calendari lunar és un tipus de calendari basat en els cicles mensuals de les fases de la Lluna (mesos sinòdics), en contrast amb els calendaris solars, en què els cicles anuals es basen només directament en l'any solar. El calendari més utilitzat, el calendari gregorià, és un sistema de calendari solar que originalment va evolucionar a partir d'un sistema de calendari lunar. El calendari islàmic és un exemple de calendari lunar.
Un calendari purament lunar també es distingeix d'un calendari lunisolar, els mesos lunars es posen en alineació amb l'any solar a través d'algun procés d'intercalació. Els detalls del moment en què comencen els mesos varia de calendari a calendari, amb alguns utilitzant llunes noves, plenes o creixents i altres fan servir càlculs detallats.
Atès que cada llunació és d'uns 29 1⁄2 dies (29 dies, 12 hores, 44 minuts, 3 segons, o 29,530588 dies), és comú que els mesos d'un calendari lunar alternin entre 29 i 30 dies. Des del període de dotze llunacions, un "any lunar", només té 354 dies, 8 hores, 48 minuts, 34 segons (354,367056 dies), purament lunar els calendaris perden uns 11 dies per any en relació al calendari gregorià. En els calendaris purament lunars com el calendari islàmic, la manca d'intercalació fa que els mesos lunars passin per totes les estacions de l'any gregorià en el transcurs d'un cicle de 33 anys lunars.
Encara que el calendari gregorià té un ús comú i legal a la majoria dels països, els calendaris lunars i lunisolars tradicionals continuen utilitzant-se al llarg del Vell Món per determinar festes religioses i festes nacionals. Exemples d'aquestes festes inclouen el Ramadà (calendari islàmic); Setmana Santa (calendaris cristians: catòlic, ortodoxes, esglésies orientals), l'any nou xinès, japonès, coreà, vietnamita i mongol (calendari xinès, japonès, coreà, vietnamita i mongol); l'any nou nepalès (calendari nepalès); la Festa de la Mitja Tardor i Chuseok (calendaris xinesos i coreans); Loi Krathong (calendari tailandès); calendari Sunuwar; Diwali (calendaris hindús); i Rosh Hashanah (calendari hebreu).

## Història
El primer calendari lunar conegut es va trobar a Warren Field a Escòcia i s'ha datat al voltant de 8.000 anys enrere, durant el seu període Mesolític. Alguns estudiosos defensen l'existència de calendaris lunars encara més antics: Rappenglück en les marques en una Pintura rupestre de c. 17.000 anys d'antiguitat a les Coves de Lascaux i Marshack en les marques en un bastó d'os de c. 27.000 anys d'antiguitat, però les seves troballes segueixen sent controvertides. Entre 2013 i 2015 es va descobrir un calendari lunar al castell de Crathes (Escòcia), que data de l'any 8000 aC.
Des de l'antiguitat, l'ésser humà ha observat la diferència que els mesos lunars des d'una lluna nova a la següent duren en mitjana uns 29,5 dies, és a dir, uns 29 dies complets més 12 hores. Quan l'ésser humà va començar a identificar mesos i dies, va traduir aquests valors mitjans en dies sencers, i així, les solucions més antigues revelen calendaris lunars amb mesos de 30 dies i 29 dies, alternativament, el que manté el valor mitjà de 29,5 dies.
En un calendari lunar, qualsevol dia del mes pot indicar-se amb un número de sèrie comptant cap endavant o cap enrere. En un calendari lunar simple, els mesos es numerarien successivament, de l'1 al 12, per exemple, i els dies de cada mes es comptarien progressivament de l'1 al 30 o de l'1 al 29, augmentant la data en 1 unitat fins al final del mes. També es troben calendaris lunars que van començar a identificar els mesos amb noms propis, com va ocórrer amb els romans els qui, des de Ròmul, van posar nom als mesos; per exemple, el primer mes, en lloc de ser simplement 1, va començar a dir-se març en referència al déu Mart.
En el calendari romà anterior a Juli Cèsar, cada dia s'indicava en relació amb les fases principals de la lluna, la lluna nova i la lluna plena, però amb un compte regressiu. Cada mes començava el dia de la lluna nova, aquest era el dia de les calendes i el dia 1 de cada mes; per exemple, l'1 de gener era el dia de les calendes de gener.
La lluna plena de cada mes es commemorava amb la celebració dels Idus; com en aquell calendari romà els mesos tenien alternativament 31 o 29 dies, els idus es marcaven aproximadament a mitjan mes, en els mesos de 31 dies (el primer mes, març, en el tercer mes, maig, en el cinquè mes, quintilis, i en el vuitè mes, octubre) el dia 15, en els altres mesos el dia 13. Nou dies abans dels Idus, els romans commemoraven les Nones, que eren el dia 7 o 5 dels respectius mesos de 31 o 29 dies. Els dies restants del mes es van comptabilitzar de manera regressiva, indicant quants dies faltaven per a la següent referència, i també de manera inclusiva, és a dir, incloent-hi la data de sortida i la data d'arribada en el còmput. Exemples: el 24 de febrer era el 'sisè dia abans de les calendes de març', sisè dia perquè els 5 dies entre el 24 i el 28 de febrer estan inclosos en el còmput, més l'1 de març, el dia de les calendes de març. Altres exemples: el 15 de març era el dia dels idus de març, el 6 de maig era la vespra de les nones de maig, el 2 de setembre era el quart dia abans de les nones de setembre, el 20 d'octubre era el tretzè dia abans de les calendes de novembre.
La reforma de l'anterior calendari romà duta a terme per Juli Cèsar va determinar la introducció d'un calendari solar, similar al calendari egipci, i per tant les relacions entre els mesos i les llunacions van deixar d'existir. No obstant això, va mantenir els noms dels mesos, va fixar el seu número en 12 i el tipus de datació amb calendes, nones i idus, però en canviar el nombre de dies de diversos mesos, va caldre refer els respectius còmputs per a ajustar-se a la durada de cada mes.
En un calendari lunar simple, el dia del mes indica l'edat de la lluna des de la lluna nova; La lluna 1 per exemple indica el dia de la lluna nova, la lluna té 1 dia en aquest mes, la lluna 14 indica el dia 14 d'aquest mes lunar, que serà el dia de la lluna plena. La celebració de la Pasqua en el calendari religiós jueu estava marcada per la 14a Lluna, el dia 14 del mes lunar de Nisan, en un calendari lunisolar al començament de la temporada de primavera d'un calendari solar.
El calendari litúrgic cristià va mantenir la referència per a la Pasqua del calendari lunisolar jueu, adaptant-lo al calendari julià utilitzat en l'Imperi Romà i demarcant-lo després de la data jueva de Pésaj al primer diumenge següent. La Pasqua se celebra així el primer diumenge següent a la lluna plena que es produeix el dia de l'equinocci de primavera o poc després; és a dir, el diumenge següent a la 14a Lluna del primer mes de l'any litúrgic i que ocorre en l'equinocci de primavera que té referència al 21 de març des del Concili de Nicea. Així, el dia de Pasqua sempre se celebra en un dia del mes lunar en el qual l'edat de la lluna està entre la 15a lluna o la 21a lluna.
Mantenint el calendari julià com a principal referència per a la cronologia i datació, els cristians van organitzar un calendari litúrgic on es col·locaven els records dels màrtirs, donant origen als Martirologis. En aquests llibres es va agregar la indicació de cada data de l'any amb un esquema de lletres i números que a més permeten conèixer l'edat de la lluna en aquest mes lunar en cada dia de l'any solar julià. Aquest model d'indicació de l'edat de la lluna en el Martirologi també va haver de ser reformat quan es va reformar el calendari gregorià en 1582, com es pot veure en el Martirologi romà, que acomoda tots els dies de l'any segons el nou ordre del Calendari, que va ser reformat per ordre del Papa Gregori XIII.
El calendari lunar, el coneixement dels mesos lunars i l'edat de la lluna continuen utilitzant-se per a calcular els temps de marea o marees.

## Calendaris lunisolars
La majoria de calendaris anomenats calendaris "lunars" són, de fet, calendaris lunisolars. Els seus mesos es basen en observacions del cicle lunar, amb intercalacions que s'utilitzen per arribar a un acord general amb l'any solar. El "calendari cívic" solar utilitzat a l'antic Egipte mostra rastres del seu origen en el calendari lunar anterior, que es va continuar utilitzant al seu costat per a finalitats religioses i agrícoles. Els calendaris lunisolars actuals inclouen els calendaris xinesos, hindús i tailandesos.
Els mesos sinòdics tenen una durada de 29 o 30 dies, de manera que un any lunar de 12 mesos és aproximadament 11 dies més curt que un any solar. Alguns calendaris lunars no usen intercalacions, com la majoria dels calendaris islàmics. Per a aquells que ho fan, com el calendari hebreu, la forma més comuna d'intercalació és afegir un mes addicional cada dos o tres anys. Alguns calendaris lunisolars també es calibren per esdeveniments naturals anuals que afecten els cicles lunars i el cicle solar. Un exemple d'això és el calendari lunar de les Illes Banks, que inclou tres mesos en què el cuc de palolo, que és comestible, apareix massivament a les platges. Aquests esdeveniments es produeixen en l'últim trimestre del mes lunar, ja que el cicle reproductiu dels palolos està sincronitzat amb la lluna.

## Començament del mes lunar
Els calendaris lunars i lunisolars difereixen quant a quin dia és el primer dia del mes. En alguns calendaris lunisolars, com el calendari xinès, el primer dia d'un mes és el dia en què es produeix una lluna nova astronòmica en una zona horària determinada. En altres, com alguns calendaris hindús, cada mes comença el dia després de la lluna plena o la lluna nova. Uns altres es van basar en el passat en la primera observació d'una lluna creixent, com el calendari hebreu i el calendari Hijri.

## Durada del mes lunar
La durada de cada cicle lunar varia lleugerament respecte al valor mitjà. A més, les observacions estan subjectes a incerteses i condicions climàtiques. Per evitar la incertesa sobre el calendari, s'han intentat crear regles aritmètiques fixes per determinar l'inici de cada mes natural.
La durada mitjana del mes sinòdic és de 29,530589 dies. Per tant, és útil alternar mesos de 29 i 30 dies (de vegades denominats, respectivament, “buits” i “plens”).
La distribució dels mesos buits i plens es pot determinar utilitzant fraccions contínues i examinant diferents durades del mes per aproximacions successives en termes de fraccions d'un dia. A la llista següent, després del nombre de dies que figuren en la fracció del numerador de la primera columna, s'han completat el nombre sencer de mesos que figuren en el denominador; la segona columna indica la desviació respecte de la durada real del mes sinòdic i el temps que cal per a acumular aquesta desviació:
| Fracció  | Desviació aproximada                                                          |
| -------- | ----------------------------------------------------------------------------- |
| 291      | 1 dia després d'uns 2 mesos                                                   |
| 301      | 1 dia després d'uns 2 mesos                                                   |
| 592      | 1 dia després d'uns 2,6 anys                                                  |
| 44315    | 1 dia després d'uns 30 anys                                                   |
| 50217    | 1 dia després d'uns 70 anys                                                   |
| 94532    | 1 dia després d'uns 122 anys                                                  |
| 144749   | 1 dia després d'uns 3 mil·lennis                                              |
| 25101850 | No és exacte a causa del canvi multi-mil·lenari de la durada del mes sinòdic. |

Aquestes fraccions es poden utilitzar per construir un calendari lunar, o en combinació amb un calendari solar per produir un calendari lunisolar. Es va proposar un cicle de 49 mesos com a base d'un càlcul alternatiu de Pasqua d'Isaac Newton al voltant de 1700. El cicle de 360 mesos del calendari islàmic tabular equival a 24×15 mesos, menys una correcció d'un dia.